# Samara Arena
Samara Arena (rusky Солидарность Самара Арена nebo Космос Арена) je víceúčelový stadion sloužící zejména pro fotbal v Samaře. Pojme 44 918 diváků. Domácí zápasy zde hraje fotbalový klub PFK Křídla Sovětů Samara. Stavba stadionu probíhala v letech 2014 až 2018.
Stadion se nazývá Kosmos Arena (Солидарность Самара Арена), během hostování zápasů Mistrovství světa ve fotbale 2018 se nazýval Samara Arena (Самара Арена).